# Felipe de Jesús
Felipe de las Casas y Martín (Ciudad de México, Nueva España, 1572 - Nagasaki, 1597), más conocido como Felipe de Jesús, fue un fraile franciscano de origen novohispano martirizado a sus 25 años en Japón. Es el primer santo canonizado nativo de México y protomártir de ese país.

## Biografía

### Origen
Felipe fue bautizado como Felipe de las Casas. Los padres del que sería el primer santo nacido en México eran españoles de nombre Alonso de las Casas y Antonia Martín casados en 1570 en la Parroquia del Sagrario de Sevilla. El padre era originario de Illescas, probablemente de origen judeoconverso y emparentado con el célebre fray Bartolomé de las Casas y la madre era natural de Sevilla. El matrimonio obtuvo al poco tiempo de casados licencia para migrar a América por lo que el 10 de agosto de 1571 se embarcaron en Sanlúcar de Barrameda. Es posible que Felipe haya sido concebido a bordo de la embarcación pues nació al poco tiempo de desembarcar sus padres en México en 1572.

### La higuera
Se dice que era un niño inquieto y travieso. Una leyenda cuenta que había en su casa una higuera marchita y que en cierta ocasión su nana, harta de las travesuras del niño, había dicho «¿Felipillo santo? Sí, cuando la higuera reverdezca, cuando la higuera reverdezca.» Así, el día de la muerte de Felipe, la higuera reverdeció. Por esta razón, otro de sus atributos es el higo.
Cuando Felipe era crucificado, casi al mismo tiempo en Ciudad de México, la higuera de la casa de sus padres empezó a reverdecer, demostrando que Felipe era santo. Se dice que la nana cuando salió al patio y se dio cuenta de que la higuera tenía nuevos brotes exclamó: “¡Felipillo es santo, Felipillo es santo!”.
El padre Xavier Escalada, S.J., admirador de México y su historia, aseguró que la casa de los padres de san Felipe de Jesús fue destruida por el modernismo de la ciudad y sus vialidades, pero la higuera que aún seguía viva después de 400 años, fue trasplantada y propagaron varios hijuelos en diferentes lugares entre ellos una está en la ESIME del IPN (Escuela Superior de Ingeniería Mecánica y Eléctrica del Instituto Politécnico Nacional), uno más se encuentra en uno de los jardines centrales de la Universidad popular Autónoma del Estado de Puebla (UPAEP), plantado el 5 de febrero de 1997 al cumplirse los 400 años de su muerte.
En 2012 el padre José Ortiz, quien recibió de Xavier Escalada retoños de la higuera, repartió hijuelos de la higuera con motivo del 150 aniversario de la canonización de Felipe. Escalada había promovido celebración del 100 aniversario de canonización de Felipe en 1962.

### En Filipinas
Siendo joven entró al noviciado franciscano, el cual abandonó. Su padre lo envió a Manila en Filipinas, para que se dedicara al comercio. Allí encontró una vida mundana que lo deslumbró; sin embargo, al poco tiempo reconsideró su vocación (sus amigos lo abandonaron cuando se quedó sin dinero) y regresó con los franciscanos de Manila.

### Martirio
Ante el ofrecimiento de terminar sus estudios en México para ordenarse sacerdote, Felipe se embarcó con otros frailes, pero una tormenta desvió el barco hacia Japón, donde los franciscanos se dedicaron a hacer misión, la cual tuvo al principio mucho éxito, pero al poco tiempo se desencadenó la persecución de Toyotomi Hideyoshi “Taikōsama” contra los cristianos. Básicamente, temía que los otros daimio (señores feudales) se enriquecieran al comerciar con los extranjeros, amenazando su creciente poder.

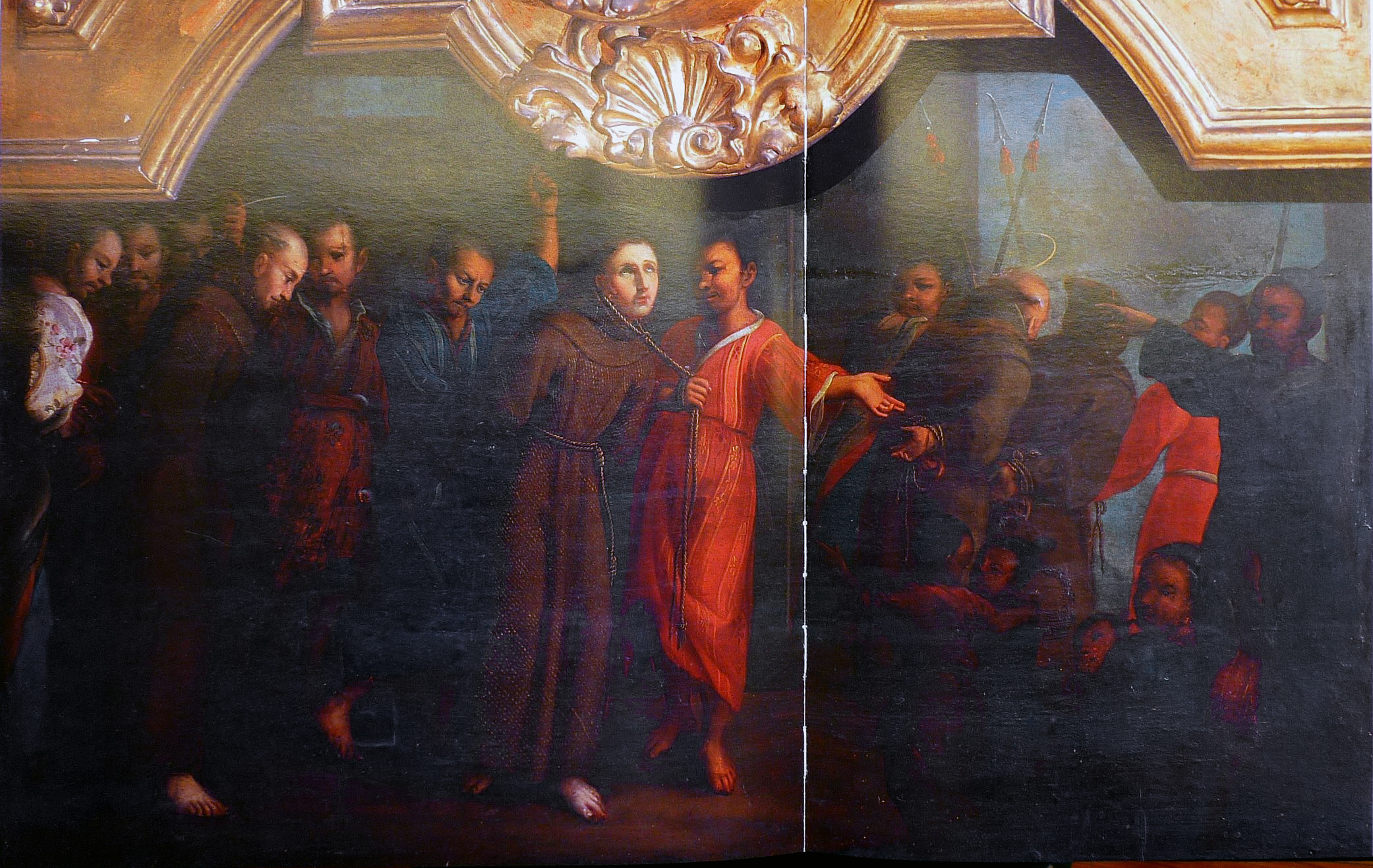
San Felipe y sus compañeros siendo trasladados a su lugar de martirio.

Felipe, que no había sido ordenado sacerdote aún, pudo haber evitado los tormentos y la prisión, pero optó libremente por la misma suerte que corrieron los misioneros. Aun así tuvo tiempo de escribir su carta de despedida la cual diceː 
Nagasaki, Japón, 4 de febrero de 1597
Queridos padres y amigos:
La noche pasa rápida. Mañana moriré ejecutado en la cruz, pero no tengo miedo.
Mi pensamiento vuela hacia ustedes y a mi Patria querida.
Ahora que estoy para recibir el bautismo de sangre, recuerdo que fui bautizado en la Catedral de México, y las veces que asistí a misa en San Francisco de Plateros.
Lamento los años que perdí buscando mis apetitos, egoísta y disipado. Bendito sea Dios que vino en mi ayuda y comprendí que no valía la pena vivir para eso. Quise ser misionero, pero ahora Dios me premia antes del trabajo, concediéndome dar mi vida para probar mi amor.
Lamento no haber vuelto a México, aun cuando apenas fuese un día; pero volveré. Estoy cierto de que volveré para decirles a todos, que la verdadera vida por la que vale la pena vivir, es la vida eterna.
Paz y Bien.

Fray Felipe de Jesús
Los veintiséis mártires fueron llevados en procesión por varias ciudades, de Kioto a Nagasaki, para ser objeto de burla. Les fue cortada una oreja a cada uno y finalmente, en la colina Nishizaka, 6 franciscanos (de la primera y tercera orden), 3 jesuitas y 17 laicos japoneses, fueron colgados en cruces. Felipe decía durante su agonía "Jesús, Jesús, Jesús". Viendo que se ahogaba debido a la argolla en que se encontraba prisionero su cuello, los soldados lo atravesaron con dos lanzas en los costados, de las cuales una atravesó su corazón. Murió mártir el 5 de febrero de 1597.

## Canonización

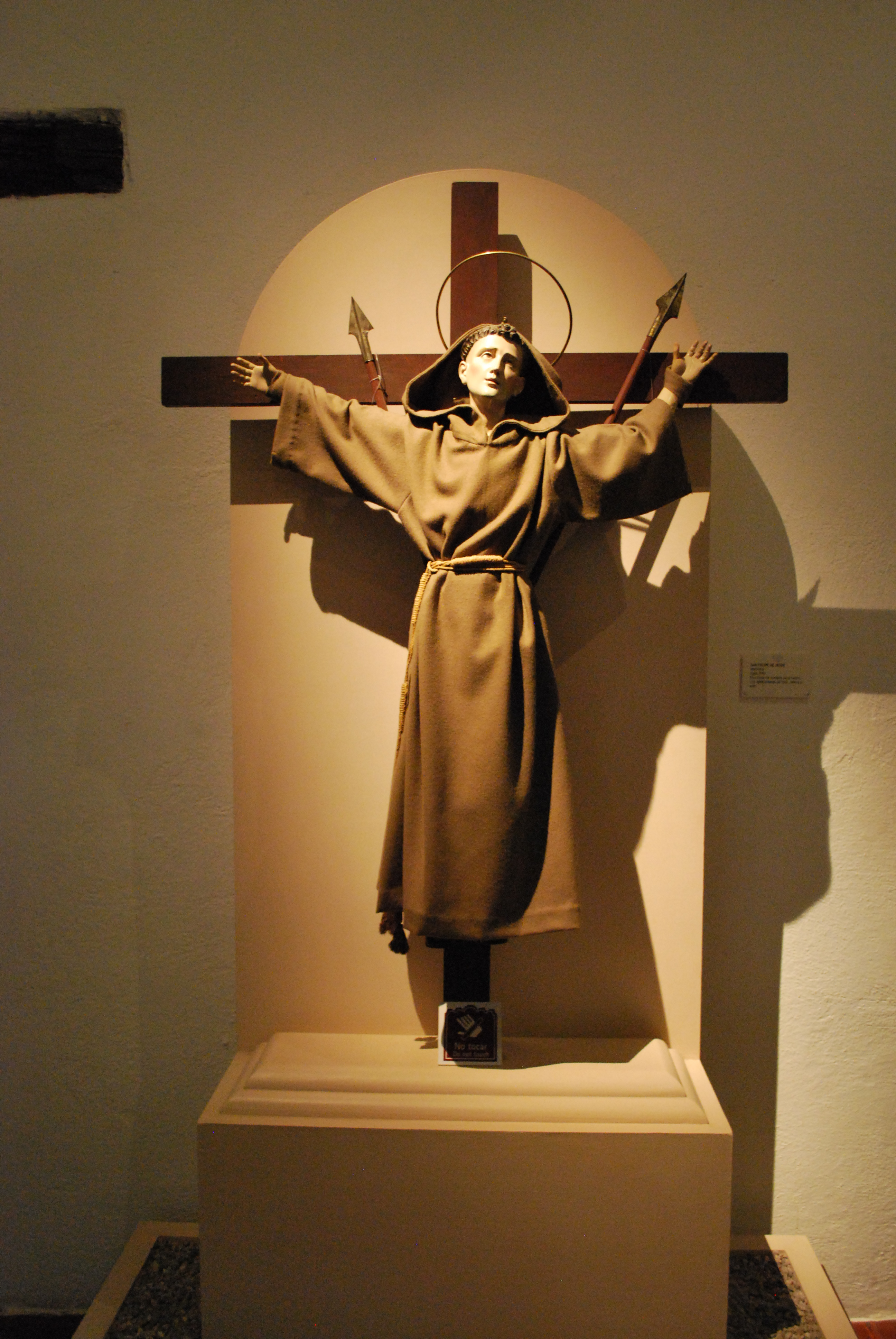
Imagen de San Felipe de Jesús en el Museo Nacional del Virreinato.

Fue beatificado, junto con sus compañeros en 14 de septiembre de 1627 y canonizado el 8 de junio de 1862, convirtiéndose en el primer mexicano canonizado como santo.
La Iglesia católica en México lo considera patrono de la Ciudad de México y de su arzobispado. En la ciudad de Colima y Villa de Álvarez es considerado protector contra incendios y temblores. Su veneración incluye una misa anual el día 5 de febrero y la renovación del juramento. Después de estos eventos, también se realizan en Villa de Álvarez desde hace más de 150 años unas fiestas charro-taurinas, supuestamente en honor a este santo, aunque el festejo es polémico para la Iglesia católica.

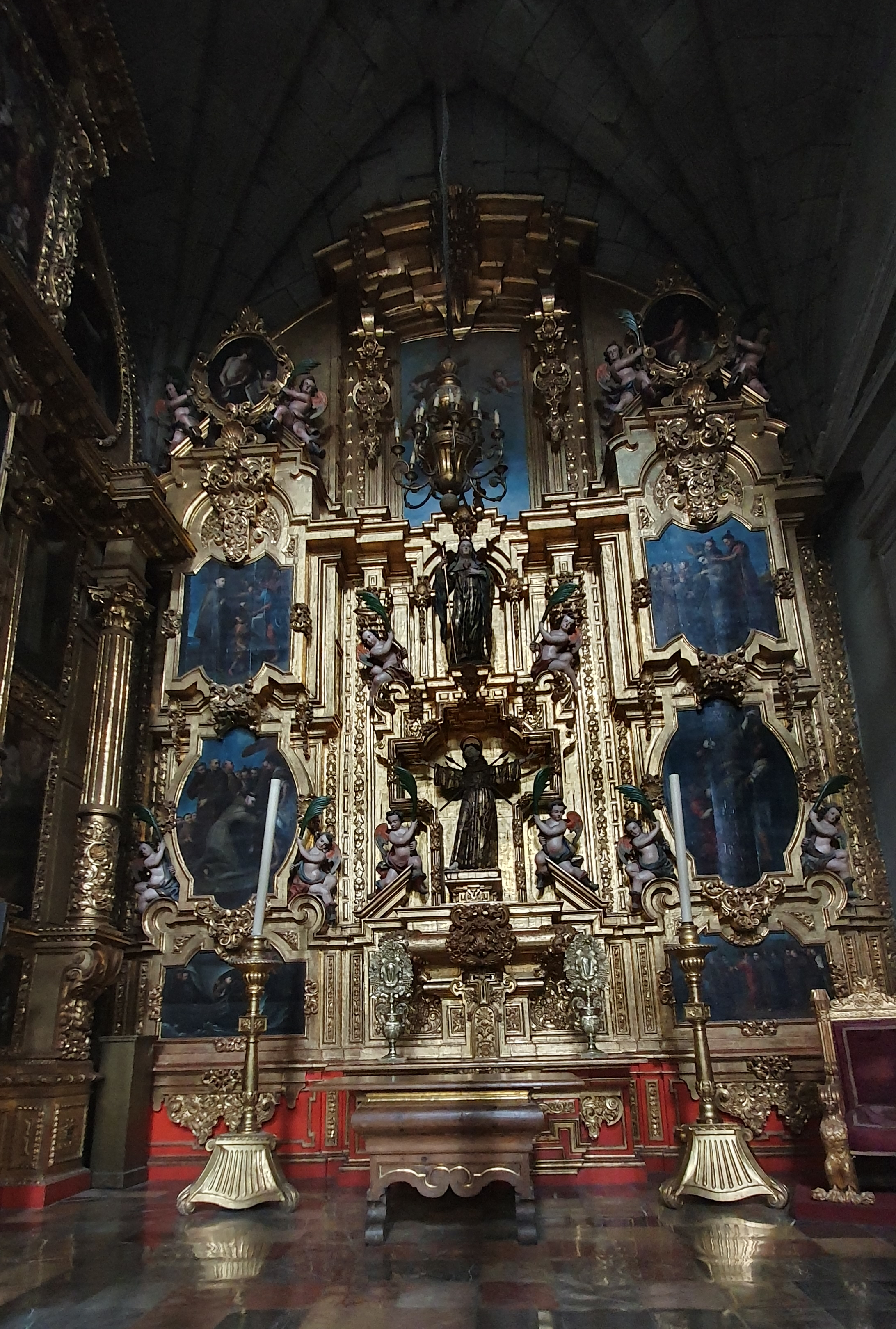
Capilla en la Catedral Metropolitana de Ciudad de México dedicada a San Felipe de Jesús.

El municipio de China, en el estado de Nuevo León lleva ese nombre en honor a San Felipe de Jesús de China.

## En la cultura popular

### Libros
El escritor japonés Shūsaku Endō escribió la novela Silencio (沈黙 Chinmoku) donde describe los actos de martirio de este grupo de cristianos en Japón.
El escritor mexicano Victoriano Salado Álvarez tiene una narración dedicada a San Felipe de Jesús en su antología Cuentos y narraciones.

### Cine
La historia de San Felipe de Jesús ha sido llevada varias veces al cine de una u otra manera.
En México, fue el director Julio Bracho (hermano de Andrea Palma, primo de Ramón Novarro y Dolores del Río y tío de Diana Bracho) quien filmó la película Felipe de Jesús en 1949. Iniciando el rodaje ese mismo, con Ernesto Alonso como el personaje central, acompañado de Rita Macedo y Julio Villarreal.
En Estados Unidos la vida de los cristianos en Japón fue llevada a la pantalla grande gracias a la película de Martin Scorsese llamada Silencio en el año de 2016. Narra todas las tribulaciones que este grupo pasó en manos de los shogun y el martirio de varios.

### Historietas
La vida de San Felipe de Jesús es narrada gráficamente en el número 1 de la revista mexicana de historietas Vidas Ejemplares, del 1 de mayo de 1954, titulado Felipe de Jesús.